# トクシィ
トクシィは、徳島県徳島市のマスコットキャラクターである。

## 概要
2011年（平成23年）に「徳島市イメージアップキャラクター総選挙」を実施し、2012年（平成24年）2月23日に誕生した。
阿波踊りが得意な魚の妖精という設定で、名前の由来は、徳島市の「トク」に、徳島市の「市」、英語で、海の「sea」などにつながる「シィ」を組み合わせて命名された。また、自治体のキャラクターとしては珍しい「喋る」キャラクターである。
2016年（平成28年）2月23日、トクシィ誕生から4年を記念して、シンガーソングライターの中山由依が作詞・作曲したトクシィのテーマソングを発表した。

## 沿革
- 2011年（平成23年） - 「徳島市イメージアップキャラクター総選挙」を実施しキャラクターを公募。
- 2012年（平成24年）2月23日 - トクシィが誕生。
- 2016年（平成28年）2月23日 - トクシィのテーマソングを発表。

## 公式ソング
みんなあつまれ トクシィのまち
- 作詞・作曲：中山由依

トクシィのうた〜えがおのまほう〜
- 作詞・作曲：中山由依